# Għana

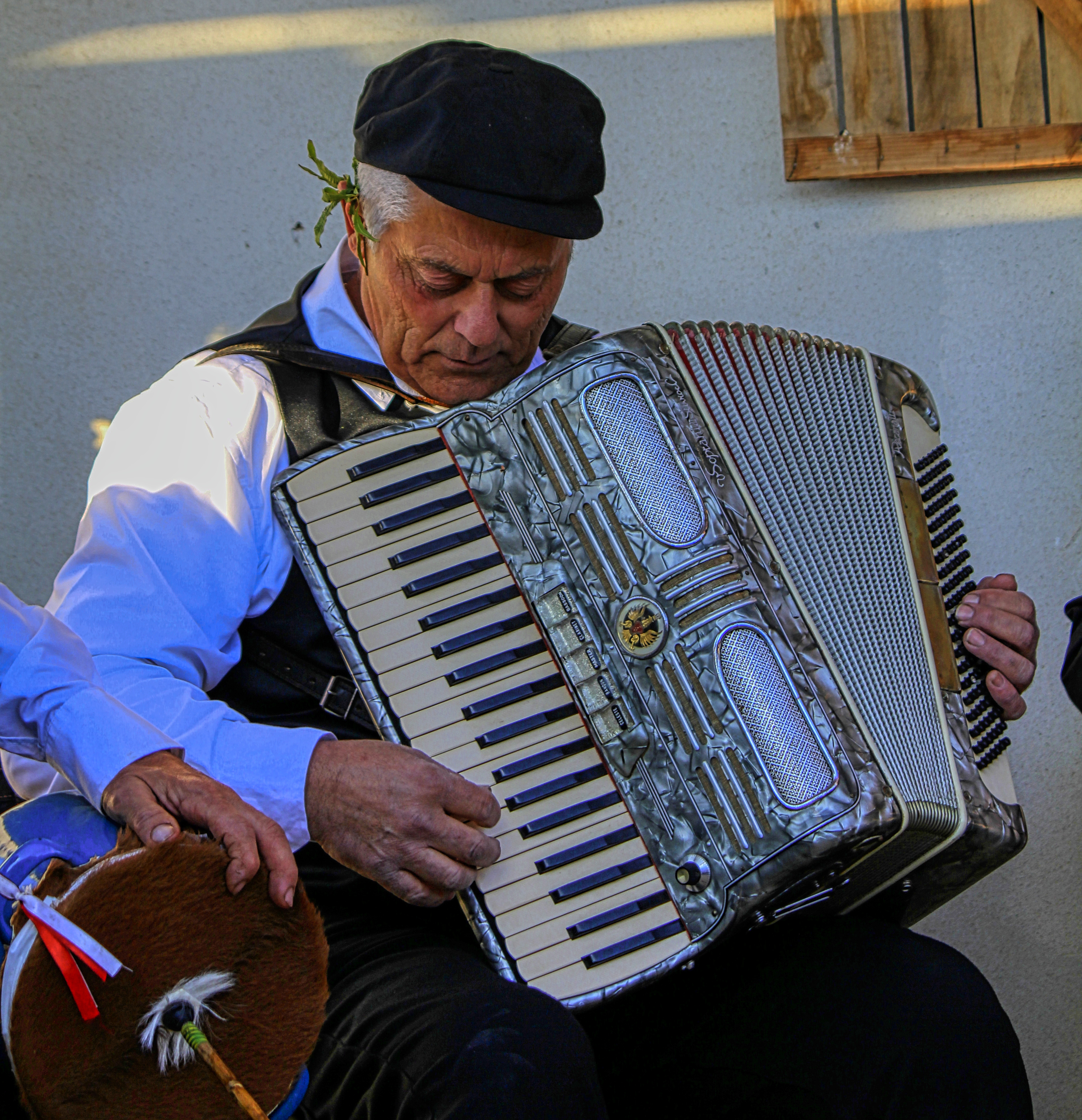

Il Għana ([ɑana], "canzone") è un genere di musica popolare tipica dell'arcipelago maltese, di chiare origini arabo-sicule. Questo genere musicale è proprio dell'arcipelago maltese, con ritmi che possono andare dal veloce, a vere e proprie ballate a ritmi ancora più melanconici. Vi sono poi due tipi di Għana, quello informale e quello formale (quest'ultimo il più diffuso e con altri sottogeneri).

## Għana informale
Suonato e cantato indistintamente da uomini e donne, parla della vita quotidiana dei maltesi, tornando ad esempio alla vita rurale di un tempo, all'essere mediterranei e sentirsi fieri delle proprie origini.

## Għana formale
Da questo ne derivano altri 3 sottogeneri: fil-Għoli, tal-Fatt e il Spirtu Pront. Għana fil-Għoli è anche conosciuto come  Bormliża, prendendo di fatto il nome dalla città di Bormla dov'è molto popolare. Bormliża cantato dagli uomini costretti a cantare soprano con note alte senza rompere falsetto. Questo è derivato da un għana informale cantato dalle donne, ma data la difficoltà estrema delle qualità vocali, questo stile è raramente praticato. Il Għana tal-Fatt translitterato ‘fatto’ o ‘realmente accaduto’. Questa melanconica ballata induce il għannej a raccontare una storia su sfondo locale e ben conosciuta, con eventi recenti, talvolta umoristici. La seconda, spirtu pront, è la forma più comune dell'Arcipelago. Spirtu verrebbe translitterato ‘intelligenza rapida’, e originò dall'informale ‘duelli di canzone?. Gli altri tipi di għana sono: bil-Qamsa and Makjetta

## Massimi esponenti del Għana
- Fredu Abela "il-Bamboċċu" (1944-2003)
- Mikiel Abela "il-Bambinu" (1920-1991)
- Leli Azzopardi "il-Bugazz" (1928-2003)
- Frans Baldacchino "il-Budaj" (1943-2006)
- Ġużeppi Camilleri "il-Jimmy tal-Fjur" (1917-1994)
- Salvu Darmanin "ir-Ruġel" (1905-1976)
- Pawlu Degabriele "il-Bies" (1908-1980)
- Grezzju Ellul "ta' Ċanċa" (1926-1996)
- Sam Farrugia "tal-Carabott" (1933-2002)
- Żaru Mifsud "l-Għaxqi" (1933-2001)
- Żaren Mifsud "ta' Vestru" (1924-1999)
- Bastjan Micallef "Ir-Rabti" (1936-2002)
- Toni Pullicino "it-Tullier" (1927-1968)
- Rozina Sciberras "tat-Trott" (1880-1959)
- Fredu Spiteri "l-Everest" (1929-1965)
- Ġammari Spiteri "Amletu" (1907-1962)
- Leli Sultana "Il-Moni" (1921-2003)
- Karmnu Xuereb "In-Namru" (1911-1997)